# Code général de la fonction publique
Lire en ligne

« Code général de la fonction publique », sur Légifrance

Loi du 13 juillet 1983 portant droits et obligations des fonctionnaires
loi du 11 janvier 1984 portant dispositions statutaires relatives à la fonction publique de l'Etat
loi du 26 janvier 1984 portant dispositions statutaires relatives à la fonction publique territoriale
loi du 9 janvier 1986 portant dispositions statutaires relatives à la fonction publique hospitalière…
Le Code général de la fonction publique (CGFP) est un code juridique français qui rassemble l'ensemble des règles applicables au droit de la fonction publique.
La codification a été autorisée par la loi de transformation de la fonction publique du 6 août 2019. Un projet de code a été présenté le 27 mai 2021 aux organisations syndicales par la direction générale de l’administration et de la fonction publique (DGAFP).
L’ordonnance est signée le 24 novembre 2021.
Les deux premiers livres de la partie réglementaire sont dévoilés en novembre 2024 pour une entrée en vigueur en février 2025.
La codification est annoncée à droit constant.

## Objectifs de la codification
Le but de la codification du Code général de la fonction publique est avant tout de rassembler l'ensemble du corpus juridique qui régit les règles relatives à la fonction publique (état, hospitalière et territoriale).
Le Code général de la fonction publique permet de rassembler et de codifier les dispositions issues de 92 lois et notamment :
- la loi n°83-634 du 13 juillet 1983 relative aux droits et obligations des fonctionnaires ;
- la loi n°84-16 du 11 janvier 1984 relative à la fonction publique de l’État ;
- la loi n°84-53 du 26 janvier 1984 relative à la fonction publique territoriale ;
- la loi n°86-33 du 9 janvier 1986 relative à al fonction publique hospitalière.

Cette codification permet  de renforcer l’unité du droit de la fonction publique.

## Contenu
- Chapitre liminaire : champ d'application et définitions ;
- livre Ier : droits, obligations et protections :
  - titre Ier : droits et libertés,
    - Chapitre 1er : Liberté d'opinion
    - Chapitre 2 : Droit de participation
    - Chapitre 3 : Droit syndical
    - Chapitre 4 : Droit de grève
    - Chapitre 5 : Droits à rémunération, droits sociaux et droit à la formation professionnelle

  - titre II : obligations,
    - Chapitre 1er : Obligations générales
    - Chapitre 2 : Prévention des conflits d'intérêts et d'infractions pénales
    - Chapitre 3 : Règle de cumuls
    - Chapitre 4 : Contrôle et conseils
    - Chapitre 5 : Responsabilités

  - titre III : protection et garanties,
  - titre IV : dispositions particulières relatives à l'outre-mer ;
- livre II : exercice du droit syndical et dialogue social ;
- livre III : recrutement :
  - titre  Ier : conditions générales d'accès aux emplois,
  - titre II : recrutement des fonctionnaires,
  - titre III : recrutement par contrat,
  - titre IV : emploi à la décision du Gouvernement et emplois de direction,
  - titre V : emploi des personnes en situation de handicap,
  - titre VI : experts techniques internationaux,
  - titre VII : dispositions particulières relatives à l'outre mer ;
- livre IV : principes d'organisation et de gestion des ressources humaines :
  - titre Ier : dispositions générales,
  - titre II : formation professionnelle tout au long de la vie,
  - titre III : télétravail,
  - titre IV : réorganisation de services, d'établissement, ou de collectivités,
  - titre V : organismes assurant des missions de gestion :
    - chapitre Ier : centre national de la fonction publique territoriale
    - chapitre II : centres de gestion de la fonction publique territoriale
    - chapitre III : centre national de gestion

  - titre VI : dispositions particulières relatives à l'outre-mer ;
- livre V : carrière et parcours professionnel ;
- livre VI : temps de travail et congés ;
- livre VII : rémunération et action sociale ;
- livre VIII : prévention et protection en matière de santé et de sécurité au travail.